# Wapen van De Wilp

Wapen van De Wilp

Het wapen van De Wilp is het dorpswapen van het Nederlandse dorp De Wilp, in de Groningse gemeente Westerkwartier. Het wapen werd in 2012 geregistreerd.

## Beschrijving
De blazoenering van het wapen luidt als volgt:
Van sinopel een wulp van zilver, een schildhoofd van sabel ondersteund door een versmalde balk van zilver, het schildhoofd is beladen met een plompenblad van goud vergezeld aan weerszijden van een klaverblad van zilver.
De heraldische kleuren zijn: sinopel (groen), zilver (zilver), sabel (zwart) en goud (goud).

## Symboliek
- Groen veld: verwijst naar de weidegronden rond het dorp.[2]
- Wulp: de weidevogel waar het dorp zijn naam aan ontleent.[2]
- Zwart schildhoofd: duidt op de veenontginning.[2]
- Zilveren balk: staat symbool voor de vaart door het dorp.[2]

Gouden plompenblad: verwijzing naar zowel de rijkdom die het dorp vergaarde als naar het Friese karakter van De Wilp.
- Klaverbladen: staan voor het agrarische karakter van het dorp.[2]